# DDR-Rundfahrt 1984
Die 32. DDR-Rundfahrt fand vom 19. bis zum 24. Juni 1984 statt. Sie führte mit einem Prolog und sieben Etappen über 918 km. Gesamtsieger wurde Falk Boden, der nach 1980 zum zweiten Mal die Rundfahrt gewann.

## Teilnehmer
An der 32. Rundfahrt nahmen 117 Fahrer (20 Mannschaften) aus sieben Ländern teil. Als Gäste konnte man je eine Mannschaft aus der ČSSR, Polen, Kuba, Bulgarien, Rumänien und erstmals aus Australien begrüßen. Dazu kamen zwei Auswahlmannschaften der DDR sowie die Teams der acht Leistungszentren. 89 Radrennfahrer beendeten das Etappenrennen. 

## Trikots
Bei dieser Rundfahrt wurden sechs Trikots vergeben: das Gelbe Trikot des Gesamtbesten, das Blaue der besten Mannschaft, das Violette des aktivsten Fahrers, das Grüne des besten Bergfahrers, das Rosa des vielseitigsten Fahrers und das Weiße des besten Nachwuchsfahrers.

## Etappen
Die Rundfahrt erstreckte sich mit einem Prolog und sieben Etappen über 918 km.

### Prolog:Forst, 7 km
|    | Fahrer              | Mannschaft                | Zeit     |
| -- | ------------------- | ------------------------- | -------- |
| 1. | Olaf Ludwig         | DDR I                     | 9:44 min |
| 2. | Hans-Joachim Meisch | SC Turbine Erfurt         | 9:44 min |
| 3. | Mario Hernig        | SC Karl-Marx-Stadt        | 9:45 min |
| 4. | Falk Boden          | DDR I                     | 9:47 min |
| 5. | Dan Radtke          | ASK Vorwärts Frankfurt/O. | 9:49 min |
| 6. | Uwe Ampler          | SC DHfK Leipzig           | 9:49 min |

### 1. Etappe: Rund imBezirk Cottbus, 199 km
|    | Fahrer         | Mannschaft      | Zeit       |
| -- | -------------- | --------------- | ---------- |
| 1. | Bernd Drogan   | DDR I           | 4:27:16 h  |
| 2. | Olaf Merkel    | SC DHfK Leipzig | + 0:07 min |
| 3. | Christo Saikow | Bulgarien       | + 0:13 min |
| 4. | Jens Heppner   | DDR I           | + 0:18 min |
| 5. | Detlef Ernst   | SC Cottbus      | + 0:18 min |
| 6. | Jan Schur      | DDR II          | + 0:20 min |

### 2. Etappe: Rund umCottbus, 135 km
|    | Fahrer              | Mannschaft         | Zeit       |
| -- | ------------------- | ------------------ | ---------- |
| 1. | Mario Hernig        | SC Karl-Marx-Stadt | 3:03:33 h  |
| 2. | Thomas Schenderlein | DDR II             | + 0:10 min |
| 3. | Holger Müller       | DDR II             | + 0:17 min |
| 4. | Olaf Merkel         | SC DHfK Leipzig    | + 0:31 min |
| 5. | Hans-Joachim Meisch | SC Turbine Erfurt  | + 0:31 min |
| 6. | Zdeněk Vanko        | ČSSR               | + 0:31 min |

### 3. Etappe: Forst –Dresden, 177 km
|    | Fahrer          | Mannschaft                | Zeit       |
| -- | --------------- | ------------------------- | ---------- |
| 1. | Lutz Lötzsch    | DDR II                    | 4:15:00 h  |
| 2. | Jörg Windorf    | SC Turbine Erfurt         | + 0:05 min |
| 3. | Dan Radtke      | ASK Vorwärts Frankfurt/O. | + 0:10 min |
| 4. | Jens Heppner    | DDR I                     | + 0:15 min |
| 5. | Hans Matern     | SC Dynamo Berlin          | + 0:15 min |
| 6. | Ricardo Salazar | Kuba                      | + 0:15 min |

### 4. Etappe: Dresden –Zwickau, 189 km
|    | Fahrer           | Mannschaft      | Zeit       |
| -- | ---------------- | --------------- | ---------- |
| 1. | Olaf Ludwig      | DDR I           | 5:15:31 h  |
| 2. | Lutz Lötzsch     | DDR II          | + 0:15 min |
| 3. | Mircea Romașcanu | Rumänien        | + 0:20 min |
| 4. | Bodo Straubel    | SC DHfK Leipzig | + 2:48 min |
| 5. | Lubomir Burda    | ČSSR            | + 2:48 min |
| 6. | Falk Boden       | DDR I           | + 2:48 min |

### 5. Etappe: Zwickau –Reichenbach– Zwickau (Einzelzeitfahren), 29 km
|    | Fahrer          | Mannschaft                | Zeit       |
| -- | --------------- | ------------------------- | ---------- |
| 1. | Mario Hernig    | SC Karl-Marx-Stadt        | 37:11 min  |
| 2. | Falk Boden      | DDR I                     | + 0:26 min |
| 3. | Detlef Macha    | SC Turbine Erfurt         | + 0:52 min |
| 4. | Holger Müller   | DDR II                    | + 1:09 min |
| 5. | Volkmar Meinert | ASK Vorwärts Frankfurt/O. | + 1:13 min |
| 6. | Olaf Ludwig     | DDR I                     | + 1:20 min |

### 6. Etappe:Kriteriumin Zwickau, 75 km
|    | Fahrer              | Mannschaft      | Zeit       |
| -- | ------------------- | --------------- | ---------- |
| 1. | Olaf Ludwig         | DDR I           | 1:25:58 h  |
| 2. | Christian Jäger     | TSC Berlin      | + 0:05 min |
| 3. | Andreas Wartenberg  | SG Wismut Gera  | + 0:10 min |
| 4. | Thomas Schenderlein | DDR II          | + 0:15 min |
| 5. | Olaf Merkel         | SC DHfK Leipzig | + 0:15 min |
| 6. | Pawel Vopelka       | ČSSR            | + 0:15 min |

### 7. Etappe: Rund um Zwickau, 107 km
|    | Fahrer       | Mannschaft      | Zeit       |
| -- | ------------ | --------------- | ---------- |
| 1. | Falk Boden   | DDR I           | 3:06:33 h  |
| 2. | Olaf Ludwig  | DDR I           | + 0:05 min |
| 3. | Bernd Drogan | DDR I           | + 0:10 min |
| 4. | Mario Kummer | DDR I           | + 0:15 min |
| 5. | Frank Kühn   | TSC Berlin      | + 0:15 min |
| 6. | Olaf Merkel  | SC DHfK Leipzig | + 0:15 min |

## Gesamtwertungen

### Gelbes Trikot (Einzelwertung)
|     | Fahrer         | Mannschaft        | Zeit        |
| --- | -------------- | ----------------- | ----------- |
| 01. | Falk Boden     | DDR I             | 22:24:00 h  |
| 02. | Bernd Drogan   | DDR I             | + 01:02 min |
| 03. | Lutz Lötzsch   | DDR II            | + 01:59 min |
| 04. | Jens Heppner   | DDR I             | + 03:24 min |
| 05. | Hans Matern    | SC Dynamo Berlin  | + 05:22 min |
| 06. | Matthias Lendt | DDR II            | + 05:36 min |
| 07. | Lubomir Burda  | ČSSR              | + 07:36 min |
| 08. | Detlef Macha   | SC Turbine Erfurt | + 08:23 min |
| 09. | Jan Schur      | DDR II            | + 10:47 min |
| 10. | Olaf Ludwig    | DDR I             | + 10:47 min |

### Blaues Trikot (Mannschaft)
|    | Mannschaft        | Zeit        |
| -- | ----------------- | ----------- |
| 1. | DDR I             | 66:38:06 h  |
| 2. | DDR II            | + 13:51 min |
| 3. | SC Turbine Erfurt | + 28:05 min |
| 4. | Rumänien          | + 38:05 min |
| 5. | Bulgarien         | + 39:53 min |
| 6. | SC DHfK Leipzig   | + 41:17 min |

### Violettes Trikot (Aktivster Fahrer)
|    | Fahrer              | Mannschaft | Punkte |
| -- | ------------------- | ---------- | ------ |
| 1. | Thomas Schenderlein | DDR II     | 20     |
| 2. | Jens Heppner        | DDR I      | 19     |
| 3. | Olaf Ludwig         | DDR I      | 17     |

### Grünes Trikot (Bester Bergfahrer)
|    | Fahrer           | Mannschaft     | Punkte |
| -- | ---------------- | -------------- | ------ |
| 1. | Olaf Ludwig      | DDR I          | 48     |
| 2. | Nentscho Stajkow | Bulgarien      | 29     |
| 3. | Torsten Kunath   | SG Wismut Gera | 22     |

### Rosa Trikot (Vielseitigster Fahrer)
|    | Fahrer              | Mannschaft | Punkte |
| -- | ------------------- | ---------- | ------ |
| 1. | Olaf Ludwig         | DDR I      | 20     |
| 2. | Lutz Lötzsch        | DDR II     | 09     |
| 3. | Thomas Schenderlein | DDR II     | 09     |

### Weißes Trikot (Nachwuchsfahrer)
|    | Fahrer         | Mannschaft             |
| -- | -------------- | ---------------------- |
| 1. | Jens Heppner   | DDR I                  |
| 2. | Dressel        | gemischte Mannschaft I |
| 3. | Thomas Schmidt | SC Turbine Erfurt      |

## Anmerkung
1. ↑  Bei allen Zeitangaben sind die Etappenzeitgutschriften bereits mit eingerechnet.